# Hristov
Hristov je priimek več oseb:
- Aleksandar Hristov, makedonski pravnik (* 1914)
- Dobri Hristov, bolgarski skladatelj (1875–1941)
- Todor Hristov Živkov, bolgarski politik (1911–1998)
- Yavor Hristov, bolgarski lokostrelec (* 1976)